# 圣朱利亚诺-米拉内塞
圣朱利亚诺-米拉内塞（義大利語：San Giuliano Milanese），是意大利米兰广域市的一个市镇。总面积30.71平方公里，人口36448人，人口密度1186.8人/平方公里（2009年）。国家统计（ISTAT）代码为015195。

## 友好城市
- 法國比西圣乔治 2002年
- 羅馬尼亞阿爾傑什河畔庫爾泰亞 2003年
- 義大利普利亞格拉維納 2013年